# Charles Florimond Leroux
Pour les articles homonymes, voir Leroux.
Charles-Florimond Leroux est un homme politique français né le 25 décembre 1716 à Amiens (Somme) et décédé le 16 décembre 1793 au même lieu.

## Biographie
Négociant à Amiens, il est consul en 1750, il est échevin en 1760 et maire de 1779 à 1781. Il est député du tiers état aux états généraux de 1789 pour le bailliage d'Amiens. Comme doyen d'âge, il préside la chambre du tiers état du 6 au 22 mai 1789.
Lors des sessions, il demeure rue des Mauvaises-Paroles chez Étienne Leroux, négociant, qui sera député au conseil des Cinq-Cents et au corps législatif de l'an VIII à 1803.

## Sources
- « Charles Florimond Leroux », dans Adolphe Robert et Gaston Cougny, Dictionnaire des parlementaires français, Edgar Bourloton, 1889-1891 [détail de l’édition]
- Ressource relative à la vie publique :   - Base Sycomore